# Roland Erb
Roland Erb (* 1. April 1943 in Töppeln) ist ein deutscher Schriftsteller und Lyriker.

## Leben
Er wuchs in Königsberg in der Neumark auf und siedelte anschließend nach Nordhausen am Harz um. Dort besuchte er die Schule und erwarb das Abitur.
Von 1961 bis 1966 studierte er Romanistik in Leipzig und arbeitete danach als Verlags- und Außenlektor. Seit 1972 ist er freischaffender Schriftsteller und Literaturpublizist. Als Übersetzer widmete er sich Texten spanischer, portugiesischer, russischer und rumänischer Autoren.
Nach der Veröffentlichung seines ersten Gedichtbandes 1981 erhielt er ein mehrjähriges Publikationsverbot.
Von 1995 bis 1999 war er Mitherausgeber der Dresdner Literaturzeitschrift „Ostragehege“.

## Preise und Auszeichnungen
- Rilke-Stipendium der Stiftung Valmont, 1987
- Stipendium der Casa Baldi (Olevano Romano), 1993
- Eminescu-Medaille der Republik Rumänien, 2000

## Werke (Auswahl)
- Die Stille des Taifuns. Gedichte. Aufbau-Verlag, Berlin, 1981
- Paris- aus dem Kellergeschoß erkundet. Essay, in: Warteräume im Klee. Buchlabor, Dresden, 1995
- Märzenschaf. Gedichte. Hellerau Verlag, Dresden, 1995
- Vor der Entkernung. Dresden, 1997
- Ruhe und Ordnung am Tag vor der Sprengung. Dresden, 1997
- Literatur im geteilten Deutschland. Bukarest, 2001
- Hegelstraße und andere Erzählungen. Leipzig, 2002
- Umsteigen in der verlorenen Stadt. Heiligenstadt, 2003
- La traduction de Claude Esteban dans le contexte de la poésie. Paris, 2006
- Trotz aller feindlichen Nachricht. Gedichte. (Reihe Neue Lyrik, Bd. 7). Poetenladen Leipzig, 2014

## Anthologien und Literaturzeitschriften (Auswahl)
- Ralph Grüneberger (Hg.)/Gesellschaft für zeitgenössische Lyrik. Poesiealbum neu. Ausgaben 1/2007, 4/2008, 1/2013.